# Chaetodon semilarvatus
El pez mariposa del mar Rojo (nombre científico: Chaetodon semilarvatus) es un pez marino de la familia de los chaetodóntidos.
Es nativo, como su nombre lo sugiere, del mar Rojo y quizá, en parte, por el mar Mediterráneo y el este del océano Índico.
Habitan normalmente arrecifes de coral de alrededor de 20 m, donde son una especie muy común. Viven generalmente en cardumen. Estos peces tienen un extraordinario y lujoso cuerpo amarillo brillante, con la infaltable franja oscura en mitad de los ojos.
Forman parejas permanentes durante la época del apareamiento.